# Cardamine à feuilles découpées
Cardamine concatenata
Espèce
Classification phylogénétique
La Cardamine à feuilles découpées, ou Dentaire laciniée, Cardamine concatenata, est une espèce de plantes à fleurs de la famille des Brassicacées.